# كارلوس غارسيا (رياضي)
كارلوس غارسيا (بالإسبانية: Carlos García)‏ (و. 1975  م) هو رياضي إسباني، ولد في فوينديخالون، شارك في الألعاب الأولمبية الصيفية 2004.

## روابط خارجية
- كارلوس غارسيا على موقع الاتحاد الدولي لألعاب القوى (الإنجليزية)
- كارلوس غارسيا على موقع أوليمبيديا (الإنجليزية)